# الکسیس راجر
الکسیس راجر (انگلیسی: Alexis Roger; ۱۱ ژوئن ۱۸۱۴ – ۱ ژانویهٔ ۱۸۴۶) آهنگساز اهل فرانسه بود.